# Johannes Koskinen
Hannu Erkki Johannes Koskinen (ur. 10 grudnia 1954 w Janakkali) – fiński prawnik i polityk, od 1999 do 2007 minister sprawiedliwości, poseł do Eduskunty.

## Życiorys
W 1976 ukończył magisterskie studia prawnicze, kształcił się następnie w zakresie stosunków międzynarodowych w Ministerstwie Spraw Zagranicznych. Pracował w administracji prowincji Häme, prowadził też prywatną praktykę prawniczą. W drugiej połowie lat 80. był sekretarzem politycznym i urzędnikiem Ministerstwa Pracy. Później zatrudniony w grupie parlamentarnej socjaldemokratów.
W 1991 po raz pierwszy dostał się do Eduskunty z ramienia Socjaldemokratycznej Partii Finlandii z okręgu Häme. W wyborach parlamentarnych w 1995, 1999, 2003, 2007 i 2011 uzyskiwał reelekcję. Od kwietnia 1999 do kwietnia 2007 w rządach Paava Lipponena, Anneli Jäätteenmäki i Mattiego Vanhanena sprawował urząd ministra sprawiedliwości. W 2019 i 2023 ponownie był wybierany do fińskiego parlamentu.